# Postaszowice
Postaszowice – wieś w Polsce położona w województwie śląskim, w powiecie myszkowskim, w gminie Niegowa.

## Historia
W 1424 wieś zanotowana w historycznym dokumencie mówiącym, że król polski Władysław Jagiełło na prośby ówczesnego właściciela Krystyna z Kozichgłów przenosi z prawa polskiego na prawo średzkie należące do niego wsie leżące w ziemi krakowskiej: Choroń, Oltowiec, Mirów, Kotowice, Postawczowice, Jaworznik, Dupice, Żerkowice, Siamoszyce, Giebołtów, Kowalów i Kowalików .
W 1595 roku wieś Postawczowice położona w powiecie lelowskim województwa krakowskiego w Rzeczypospolitej Obojga Narodów była własnością Aleksandra Myszkowskiego. W latach 1975–1998 miejscowość administracyjnie należała do województwa częstochowskiego.